# Hällby kyrka
Hällby kyrka är en kyrkobyggnad som ligger i Hällbybrunn och tillhör Hällby församling med Tumbo och Råby-Rekarne. Kyrkan är uppförd på ett gravfält från förhistorisk tid.

## Kyrkobyggnaden
Hällby kyrka är en så kallad småkyrka som är uppförd efter ritningar av arkitekt Hugo Grefveberg. 6 december 1931 ägde dess invigning rum. Kyrkan består av ett långhus med nord-sydlig orientering. Väggarna är av gulgrått tegel och det branta sadeltaket täcks av rött enkupigt tegel. Vapenhus med huvudingång finns vid södra sidan.
Norr om kyrkan finns en fristående klockstapel av trä som är uppförd år 1939. I stapeln hänger två klockor.

## Inventarier
- Predikstolen pryds med symboler för de fyra evangelisterna.

### Orgel
- En orgel byggdes 1942 av Åkerman & Lund, Sundbybergs stad med 8 stämmor.
- Nuvarande orgel på orgelläktaren tillkom 1974/1976 och är tillverkad av Walter Thür Orgelbyggen, Torshälla. Orgeln är mekanisk.

| Huvudverk I    | Svällverk II      | Pedal      | Koppel |
| Gedackt 8´     | Rörflöjt 8´       | Subbas 16´ | I/P    |
| Principal 4´   | Fugara 8´         | Pommer 4´  | II/P   |
| Rörflöjt 4´    | Spetsflöjt 4´     |            | II/I   |
| Waldflöjt 2´   | Principal 2'      |            |        |
| Mixtur 3 chor  | Ters 1 3/5'       |            |        |
| Rörskalmeja 8' | Oktava 1'         |            |        |
| Tremulant      | Tremulant         |            |        |
|                | Crescendosvällare |            |        |